# 실새풀
실새풀은 벼과 산새풀속의 여러해살이풀로 학명은 Calamagrostis arundinacea이다.

## 분포
한국·일본·중국·유럽 등지에 분포하며 숲속과 풀밭에서 자란다.

## 특징
키는 60-150cm이다. 잎은 나비 1cm 내외이고 잎집과 더불어 털이 있으며 잎혀는 막질이다. 꽃은 8-9월에 피고 원추꽃차례에 달린다. 작은이삭은 넓은 피침형이고 잔 점이 있다. 포영은 길이가 거의 같고 호영은 끝이 2개로 갈라지며 뒷면 밑에서 돋은 까락〔芒〕은 중간에서 꼬이고 길이 5-10mm이다. 수술은 3개이다.